# Трат (аэропорт)
Трат (тайск. ท่าอากาศยานตราด) — небольшой аэропорт в 35 км от одноимённого города в ампхе Кхаосаминг.
Аэропорт построен и эксплуатируется фирмой Bangkok Airways для связей Трата с Бангкоком наряду с шоссе Сукхумвит. Аэропорт построен в 2003 году, имеет одну взлётно-посадочную полосу и открытый терминал.
Полёт на самолёте до Бангкока занимает около 45 минут.